# مرشتانه
مرشتانه (به صربی: Mrštane) یک منطقهٔ مسکونی در صربستان است که در لسکواس واقع شده‌است. مرشتانه ۵٫۹۲ کیلومتر مربع مساحت و ۱٬۳۳۲ نفر جمعیت دارد و ۲۲۳ متر بالاتر از سطح دریا واقع شده‌است.